# Igreja Católica Eritreia
A Igreja Católica Eritreia é uma igreja particular oriental sui iuris em comunhão plena com a Igreja Católica, mas com autonomia própria. Isto quer dizer que ela, nunca abandonando as suas veneráveis tradições e ritos litúrgicos orientais, aceita a autoridade e primazia do Papa. Foi estabelecida em Janeiro de 2015, com base nas eparquias católicas de rito oriental etíope (ou guêes) localizadas na Eritreia, separando-se assim da Igreja Católica Etíope (de rito oriental).
A Igreja Católica Eritreia é governada pelo Arquieparca Metropolita de Asmara, Menghesteab Tesfamariam, com sede na capital da Eritreia, juntamente com o seu Conselho de Hierarcas, mas sempre sob a supervisão e autoridade do Papa. Actualmente (2016), esta Igreja conta com cerca de 162 mil fiéis na Eritreia O seu rito litúrgico é basicamente o rito alexandrino guêes. A sua língua litúrgica é o guêes.

## História
Em 1839, chegou como missionário para a zona que agora chama-se Eritrea e o norte da Etiópia São Justino de Jacobis, que preferiu utilizar o rito litúrgico local, na língua guêes, de tradição alexandrina. Muitos leigos e sacerdotes ortodoxos foram atraídos por sua santidade e seu ensino, acabando por entrarem em comunhão com a Igreja Católica. Morreu em 1860 cerca de Halai na Eritreia.
A Itália ocupou a Eritreia em 1869 e em 1890 declarou-a uma colónia italiana. Começou uma imigraração de italianos e em 13 de setembro de 1894 foi criada para o território da colónia uma prefeitura apostólica latina). O trabalho missionário na região foi realizado principalmente por frades capuchinhos vindos da Itália. A maioria dos convertidos católicos foram anteriormente membros da Igreja ortodoxa oriental liderada pelo Patriarca de Alexandria (a Igreja Ortodoxa Etíope ganhou a autocefalía apenas em meados do século XX) e, após a conversão, mantiveram, em língua guêes, o rito alexandrino.
A Prefeitura Apostólica da Eritreia foi elevada à categoria de vicariato apostólico (encabeçado por um bispo titular) em 7 de fevereiro de 1911. Para servir os católicos eritreus de rito oriental, foi estabelecido em 4 de julho de 1930 um ordinariato da Eritreia, de rito alexandrino, e assim o Vicariato Apostólico da Eritreia tornou-se numa circunscrição eclesiástica exclusivamente de rito latino.
Nos princípios da década de 1940, cerca de 28% da população da Eritreia era católica (de rito latino ou oriental). Mas depois da Segunda Guerra Mundial e a subsequente anexação da Eritreia pela Etiópia, houve uma diminuição abrupta da presença de italianos. Esta mudança inverteu a relação entre o Vicarariato e o Ordinariato, que em 21 de outubro de 1951, foi elevado à categoría de Exarcado de Asmara, na mesma data da criação do Exarcado de Adis Abeba. Em 25 de julho de 1959 o Vicariato da Eritreia foi renomeado de Vicariato de Asmara, sem mudar a sua área de jurisdição.
Em 9 de abril de 1961, foi criada a Igreja Católica Etíope na forma de uma província eclesiástica, da qual a Arquieparquia de Adis Abeba era a sé metropolita e Asmara (elevada à eparquia) uma das duas sés sufragâneas.
Nesse mesmo ano, forças eritreias pró-independência começaram um conflito armado contra a Etiópia, resultando na Guerra de Independência da Eritreia. Após mais de 30 anos de conflito sangrento, em 1993 a Eritreia tornou-se independente. 
Em 21 de dezembro de 1995, o Papa João Paulo II erigiu na Eritreia duas novas eparquias da Igreja Católica Etíope com sede em Keren e em Barentu, e foi abolido o Vicariato Apostólico de Asmara, devido ao reduzido número de católicos de rito latino (algumas centenas ou milhares, incluindo os ítalo-eritreus). Assim, a Eritreia tornou-se no único país em que todos os católicos, independentemente da Igreja ritual de filiação, dependem de bispos não latinos. Em 24 de fevereiro de 2012, o Papa Bento XVI erigiu em solo eritreu uma quarta eparquia da Igreja Católica Etíope com sede em Segheneyti.
Três anos mais tarde, em 15 de janeiro de 2015, o Papa Francisco erigiu a Igreja metropolita sui iuris eritreia. Na sequência do estabelecimento da Igreja Católica Eritreia, separada da Igreja Católica Etíope, a Eparquia de Asmara foi elevada a Arquieparquia Metropolitana de Asmara, governada por um Arcebispo Metropolita, com jurisdição sobre todo o território de Eritreia e com três eparquias sufragâneas: a Eparquia de Keren, a Eparquia de Barentu e a Eparquia de Segheneyti.

## Organização territorial

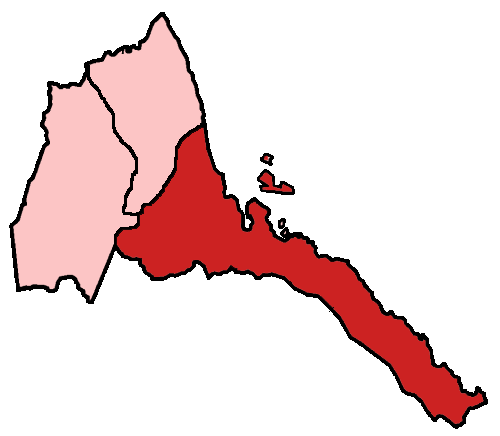
As eparquias da Igreja Católica da Eritreia.
A parte vermelha corresponde à arquieparquia de Asmara e à eparquia de Segheneyti. Barentu está no oeste, Keren no norte.

A Região Sul da Eritreia, cujo território corresponde ao da eparquia de Segheneyti

A Igreja Católica Eritreia, cujo território corresponde ao do Estado da Eritreia, é composta de quatro eparquias:
- A arquieparquia de Asmara[14]
- A eparquia de Barentu[15]
- A eparquia de Keren[16]
- A eparquia de Segheneyti[17][18]

## Estatísticas 2016[19]
| Eparquia               | Asmara | Barentu | Keren  | Segheneyti | Total   |
| ---------------------- | ------ | ------- | ------ | ---------- | ------- |
| Fiéis                  | 31,850 | 45,580  | 49,538 | 35,560     | 162,528 |
| Bispos residentes      | 2      | 1       | 1      | 1          | 5       |
| Paróquias              | 59     | 13      | 44     | 34         | 107     |
| Presbíteros eparquiais | 20     | 7       | 51     | 25         | 103     |
| Presbíteros religiosos | 316    | 20      | 22     | 37         | 395     |
| Religiosos             | 602    | 22      | 63     | 90         | 777     |
| Religiosas             | 498    | 35      | 81     | 105        | 719     |
| Diáconos permanentes   | 2      | 0       | 0      | 0          | 2       |
| Seminaristas           | 208    | 9       | 24     | 13         | 254     |

## Relações com o governo eritreu
Desde 2004, o governo dos Estados Unidos da América enumera o Estado da Eritreia entre os países de particular preocupação em relação à liberdade religiosa. Contudo, afirma que concedam-se à Igreja Católica na Eritreia alguns poucos e limitados direitos mais do que se dão às outras religiões: hospedar alguns clérigos visitantes; receber financiamento da Santa Sé; alguns poucos serem autorizados ir ao exterior para fins religiosos e formação; isenção para certos seminaristas e freiras do serviço nacional exigido da maioria dos eritreus, homens e mulheres, entre as idades de 18 e 50.
Uma carta pastoral dos bispos católicos em 2014 foi interpretada por alguns como uma crítica do governo eritreu. Escrita por ocasião do 23º aniversário da independência do estado, a carta falou da emigração de muitos jovens em busca de "países pacíficos ... países de justiça, de trabalho, onde se expressa em voz alta, onde se pode trabalhar e ganhar um salário". Lamentou também o fato que "a unidade familiar está fragmentada porque os membros estão dispersos no serviço nacional, no exército, nos centros de reabilitação, nas prisões, enquanto os pais idosos ficam sem ninguém para cuidar deles".
A agência eritreia TesfaNews questionou a sinceridade dos bispos e interpretou informações de WikiLeaks como indicação de que o arquieparca seria um líder religioso "certificadamente anti-governo e anti-serviço nacional" com residência na capital Asmara.

## Igrejas católicas na Eritreia
- Catedral Kidanemhret da Arquieparquia de Asmara
- Igreja de Santo António em Keren
- Igreja católica em Halib Mentel (Ep. de Keren)[27]
- Igreja católica em Akrur (Eparquia de Segheneyti)
- Igreja principal do Vicariato Apostólico (1923–1995)